# Trombastenia Glanzmanna
Trombastenia Glanzmanna (ang. Glanzmann's thrombasthenia) – wrodzony defekt czynności płytek krwi polegający na zaburzeniu syntezy kompleksu glikoprotein IIb/IIIa (GPIIb/GPIIIa), zlokalizowanego na błonie trombocytu, będącego receptorem dla fibrynogenu, fibronektyny, trombospondyny i czynnika von Willebranda.
Trombastenia Glanzmanna jest chorobą o podłożu genetycznym, dziedziczoną autosomalnie recesywnie. Geny kodujące czynniki IIb (ITGA2B, OMIM 607759) i IIIa (ITGB3, OMIM 173470) zlokalizowane są na długim ramieniu chromosomu 17. Do tej pory opisano około 40 mutacji genu kodującego GPIIb i około 30 mutacji genu GPIIIa. Warunkuje to, że trombastenia Glanzmanna jest chorobą heterogenną pod względem przyczyn, jedynie efekt końcowy – zaburzenie syntezy kompleksu GPIIb/GPIIIa jest wspólne.

## Historia
Chorobę opisał szwajcarski pediatra Eduard Glanzmann w 1918 roku.

## Objawy i przebieg
Choroba powoduje objawy skazy krwotocznej, która charakteryzuje się występowaniem od wczesnego dzieciństwa krwawień z dziąseł, nosa, przewodu pokarmowego, krwiomoczu, wybroczyn do skóry. Występują także przedłużone krwawienia pourazowe i pooperacyjne, a u kobiet krwawienia z dróg rodnych.
Heterozygoty nie prezentują powyższych objawów.

## Rozpoznanie
- znacznie przedłużony czas krwawienia przy prawidłowych wartościach morfologii i liczbie płytek krwi
- zmniejszenie lub brak retrakcji skrzepu
- brak agregacji płytek pod wpływem ADP, kolagenu, adrenaliny, kwasu arachidonowego, przy prawidłowej agregacji pod wpływem rystocetyny
- w cytometrii przepływowej brak cząsteczek GPIIb i (lub) GPIIIa na powierzchni płytek

## Leczenie
Stosuje się leczenie objawowe, polegające na przetoczeniach koncentratu krwinek płytkowych. Z uwagi na konieczność częstych przetoczeń, krwinki powinny być najlepiej zgodne w układzie HLA, gdyż zmniejsza to ryzyko aloimmunizacji. W przypadkach, gdy to leczenie jest niewystarczające lub doszło do aloimmunizacji, stosuje się rekombinowany czynnik VIIa (Eptakog alfa). W przypadkach o ciężkim przebiegu stosuje się przeszczepienie komórek krwiotwórczych.